# HMS Forester (H74)
La HMS Forester (Pennant number H74), è stato un cacciatorpediniere della Classe F della Royal Navy. Venne impostato il 15 maggio 1933 nei cantieri J.S. White & Co., varato il 28 giugno 1934 ed entrò in servizio il 29 marzo dell'anno successivo.

## Servizio
Appena entrato in servizio venne assegnato alla Home Fleet, dove rimase fino al settembre seguente, quando venne trasferito nel Mar Mediterraneo in seguito all'acutizzarsi della Crisi d'Abissinia. Rimase quindi con la Mediterranean Fleet fino al marzo 1936 quando venne riassegnato alla Home Fleet. Nei primi mesi del 1937, mentre la Guerra civile spagnola era in pieno svolgimento, partecipò insieme alla Royal Oak alla scorta al transatlantico SS Habana che trasportava circa 600 bambini baschi rifugiati in Gran Bretagna.
Nell'aprile 1939 venne assegnata all'Ottava Flottiglia Cacciatorpediniere nell'ambito di una riorganizzazione delle flottiglie della marina britannica. Allo scoppio della seconda guerra mondiale prese parte alle prime missioni di scorta a convogli a partire dal 3 settembre. Il 20 settembre seguente partecipò, insieme al cacciatorpediniere Fortune all'affondamento dell'U-Boot tedesco U-27. Nel mese di novembre partecipò alla caccia alle navi da guerra tedesche Scharnhorst e Gneisenau in seguito all'affondamento dell'incrociatore ausiliario Rawalpindi.
Nell'aprile 1940 partecipò alla Campagna di Norvegia, scortando vari convogli di truppe dal Regno Unito. Il 13 aprile partecipò alla seconda battaglia navale di Narvik. Dopo la fine delle operazioni in Norvegia a seguito dell'invasione tedesca il 17 giugno recuperò i superstiti del mercantile armato Adania, affondato dal sottomarino U-A. Il 28 giugno venne trasferita nel Mediterraneo come parte della Forza H. Il 3 luglio seguente partecipò alla Distruzione della flotta francese a Mers-el-Kébir, in seguito al fallimento delle trattative per il trasferimento della flotta in Gran Bretagna. Il 6 settembre successivo partecipò al Bombardamento di Dakar, ancora sotto il controllo della Francia di Vichy. Nei mesi successivi partecipò alle operazioni di rifornimento della base di Malta, scortando le navi maggiori e le portaerei impegnate nei lanci di aerei verso l'isola. Il 27 novembre partecipò al breve scontro con la flotta italiana ricordato come Battaglia di Capo Teulada.
Nel gennaio 1941 venne trasferita nell'Atlantico con base a Freetown, in Sudafrica con compiti di scorta ai convogli di passaggio per il Capo di Buona Speranza. Nel mese di aprile venne trasferita nuovamente a Gibilterra. Il 25 maggio venne distaccata dalla Forza H per partecipare alla Caccia alla Bismarck. Il 18 giugno insieme ad altri cacciatorpediniere affondò il sottomarino tedesco U 138 ad Ovest di Gibilterra, recuperandone anche alcuni sopravvissuti. Il 23 giugno successivo intercettò il mercantile tedesco SS Alstertor che venne autoaffondato dall'equipaggio, liberando anche 78 marinai inglesi prigionieri a bordo. Il 23 luglio dopo un attacco da parte di aerosiluranti, prese a bordo i superstiti della Fearless, ed affondò la nave ormai ingovernabile e in preda alle fiamme. Il 26 ottobre venne nuovamente trasferita in Atlantico dove rimase fino al mese di novembre, quando entrò in cantiere per delle modifiche.
Terminati i lavori nel marzo 1942 tornò in servizio con la Home Fleet con compiti di scorta ai convogli artici diretti in Unione Sovietica. In uno scontro con tre cacciatorpediniere tedeschi venne gravemente danneggiata subendo 12 perdite incluso il Capitano. Dopo delle riparazioni provvisorie a Murmansk. Tornato in patria il 18 maggio entrò immediatamente in cantiere per riparazioni, che durarono fino al mese di ottobre. Servì nuovamente nella Home Fleet fino al maggio 1943, quando entrò in cantiere per subire delle modifiche volte ad aumentare l'armamento antiaereo ravvicinato. Tornato in servizio nell'Atlantico partecipò nella primavera 1944 all'Operazione Neptune, la fase di scorta e appoggio alle forze impiegate nello Sbarco in Normandia. Il 20 agosto seguente affondò insieme ai cacciatorpediniere Wensleydale e Vidette il sommergibile tedesco U-413. Dopo ulteriori interventi di riparazioni, che durarono quasi fino alla fine del conflitto, rimase in servizio per pochi mesi, venendo trasferita in riserva il 2 novembre 1945. Venduta per essere demolita nel gennaio 1946, giunse a Rosyth il 26 febbraio seguente.